# J9ueve
J9ueve, de son vrai nom Jules Vincent est un rappeur, chanteur, producteur français né le 23 août 2002 à Paris. Il est un membre clé du mouvement New Wave au sein du rap français,.

## Biographie

### Carrière

#### Début sur Soundcloud
À l'instar de nombreux rappeurs du mouvement New Wave, J9ueve se fait connaître via la plateforme Soundcloud , dès 2019. Il se fait remarquer pour son style mélancolique, ses ambiances romantiques, sa voix atypique et sa musicalité novatrice. Il est signé chez le label ALSO/A+LSO,.

#### EP:Le Neuf
Après Le Neuf, son premier EP sorti en 2020, le rappeur parisien révèle son premier album le 11 juin 2021 nommé : Arc-en-ciel, porté par le morceau Distanciel. Plus tôt dans l'année, il apparaît aux côtés de La Fève, star montante de cette nouvelle vague de rappeur, sur le morceau Tous Mes États . Il finira l'année en beauté, en réalisant l'une de ses premières scènes, le 12 octobre 2021, à La Boule Noire. Après une année pleine de développement artistique, J9ueve nous dévoile deux nouveaux projets : Illusions puis Le Plan, respectivement sortis en février 2022 et en juillet de la même année . 

#### Album:Le Bijou le plus Brillant
Ces différents projets montrent un renouvellement dans la carrière du rappeur, s'éloignant peu à peu des sonorités Plugg Music présentent depuis le début de son ascension sur Soundcloud ,. Entre-temps, il dévoile un morceau accompagné du rappeur Zamdane intitulé Sans toi, qui rencontrera un certain succès, cumulant plus d'1,3 million de vues sur YouTube. Le 10 mars 2023, l'artiste propose à un public grandissant son deuxième album Le Bijou le plus Brillant, un projet plus introspectif .

## Discographie

### Singles
- 2021 :
  - Tous Mes Etats feat. La Fève
  - Distanciel
  - Vague
  - Banana

- 2022 :
  - Melody
  - Sans toi feat. Zamdane

- 2023 :
  - WDTA
  - AI